# Confederação Nacional das Instituições Financeiras
A Confederação Nacional das Instituições Financeiras, agora denominada Fin, possui 15 associadas, as quais são representadas pela Confederação perante o poder público e a sociedade. O objetivo da Fin é alinhar os interesses do setor e coordenar o debate com as autoridades. 
As entidades associadas são de diferentes segmentos do mercado financeiro e, entre elas, está a Febraban, a Anbima e a B3. A última entidade associada é a Zetta e representa as fintechs. 
Atualmente, o Diretor-Presidente é o ex-deputado Rodrigo Maia, ex-presidente da Câmara dos Deputados. 

## Entidades Associadas
1. ABBC - Associação Brasileira de Bancos
2. ABBI - Associação Brasileira de Bancos Internacionais
3. ABECIP - Associação Brasileira das Entidades de Crédito Imobiliário e Poupança
4. ABECS - Associação Brasileira das Empresas de Cartões de Crédito e Serviços
5. ABEL - Associação Brasileira das Empresas de Leasing
6. ABVCAP - Associação Brasileira de Private Equity e Venture Capital
7. ACREFI - Associação Nacional das Instituições de Crédito, Financiamento e Investimento
8. ANBIMA - Associação Brasileira das Entidades dos Mercados Financeiro e de Capitais
9. ANCORD - Associação Nacional das Corretoras de Valores
10. ANFIDC - Associação Nacional dos Participantes em Fundos e Investimentos em Direitos Creditórios
11. B3 - Brasil, Bolsa, Balcão
12. FEBRABAN - Federação Brasileira de Bancos
13. ZETTA, associação que reúne fintechs
14. APIIMF
15. FGC